# Benjamin Harrison
Benjamin Harrison (North Bend, 20 agosto 1833 – Indianapolis, 13 marzo 1901) è stato un politico statunitense.
È stato il 23º Presidente degli Stati Uniti d'America; la sua presidenza si inserisce tra le due presidenze di Grover Cleveland.

## Biografia

### Nascita e famiglia
Benjamin Harrison nacque il 20 agosto 1833 a North Bend, nell'Ohio, da una famiglia illustre dal punto di vista politico. Il padre, John Scott Harrison, era stato per lungo tempo rappresentante parlamentare dell'Ohio, il nonno William Henry Harrison era stato il nono Presidente degli Stati Uniti d'America e il bisnonno, Benjamin Harrison V, era stato uno dei firmatari della Dichiarazione d'indipendenza. La madre era Elizabeth Ramsey Irwin.
Pur avendo queste notevoli ascendenze, la famiglia Harrison non aveva grandi risorse economiche. Conduceva comunque uno stile di vita dignitoso. John, infatti, spese tutto il suo patrimonio per garantire un'istruzione ai suoi figli, Benjamin e Irwin. Benjamin, dopo le scuole primarie, nel 1847 si iscrisse al College Hill di Cincinnati, dove rimase per due anni. Fu qui che incontrò la sua futura moglie, Caroline Lavinia Scott, figlia di John Waterspoon Scott, professore di scienze naturali e pastore metodista.
Nel 1849, dopo aver lasciato il collegio, il giovane Benjamin si iscrisse alla Miami University di Oxford, nell'Ohio, dove si laureò in legge nel 1852. Durante il periodo universitario, Harrison entrò a far parte di diverse confraternite universitarie e divenne membro della locale comunità presbiteriana, la stessa religione professata dalla madre, Elizabeth Ramsey.

### La carriera da avvocato
Prima di conseguire la laurea, Benjamin Harrison decise di fidanzarsi con la sua compagna di collegio Caroline, con la quale si sposò il 20 ottobre 1853, in una cerimonia officiata dallo stesso padre della sposa, che era reverendo: la coppia ebbe due figli, Russell Benjamin Harrison (1854-1936) e Mary Mamie Scott Harrison-McKee (1858-1930). Quindi, l'anno seguente, i due si trasferirono ad Indianapolis, nell'Indiana, dove Harrison fece pratica forense nello studio di un avvocato, divenendo successivamente banditore per la Corte federale dell'Indiana.
Frattanto il giovane avvocato si appassionò alla politica: poiché proveniva da una famiglia tradizionalmente vicina al partito Whig, Harrison militò per questa formazione politica fino al suo scioglimento, nel 1856; a quel punto decise di iscriversi al Partito Repubblicano, facendo campagna elettorale per il candidato ufficiale del partito alle elezioni presidenziali di quell'anno, John Charles Frémont, che però perse a favore del candidato democratico James Buchanan.

### Dalla guerra civile alla carriera politica
Lo scoppio, nel 1861, della guerra di secessione vide Harrison diviso tra la spinta a prestare servizio nell'esercito unionista e la preoccupazione di come provvedere al mantenimento della famiglia. Tuttavia, dopo il bando del presidente Abraham Lincoln del 1862, che chiedeva l'arruolamento di volontari, e la visita del governatore Oliver Perry Morton, angustiato per la scarsezza di uomini, l'avvocato dell'Ohio ruppe gli indugi e si arruolò. Il governatore gli assegnò il compito di arruolare a sua volta una compagnia di volontari, di cui gli fu affidato il comando, che però Harrison rifiutò, non considerandosi adatto. Accettò però di servire come capitano nello stesso reggimento, il 70º Reggimento di fanteria dei Volontari dell'Indiana, di cui divenne colonnello il 7 agosto 1862. Dopo l'entrata in servizio, il Reggimento si unì all'esercito nordista che operava nel Kentucky, per poi sostenere il generale William Tecumseh Sherman nella sua campagna contro i sudisti nella Georgia, operazione che portò all'assedio e alla caduta di Atlanta nel 1864. Verso la fine del conflitto, il 23 gennaio 1865, Lincoln decise di conferire ad Harrison il grado di generale di brigata, che mantenne fino alla cessazione delle ostilità.
Dopo la guerra, Harrison, dimessosi dall'esercito, tornò a fare l'avvocato, lasciandosi attrarre però dalla carriera politica, tanto che nel 1872 fu presentato alla convention del partito repubblicano locale come candidato alla carica di Governatore dell'Indiana, rinunciandovi quando il governatore uscente Morton appoggiò il candidato rivale, Thomas H. Browne. Harrison ci riprovò nel 1876, ma perse nuovamente per una manciata di voti contro l'avversario James D. Williams; poi, quando due anni dopo morì Morton, senatore dello Stato, i repubblicani dell'Indiana lo invitarono a correre per la nomination, venendo di nuovo sconfitto. Fu poi delegato repubblicano alla convention per le elezioni presidenziali del 1880, dove il suo voto fu determinante per promuovere la nomina di James Abraham Garfield, che poi vinse le elezioni e divenne il 20º presidente degli Stati Uniti d'America. Contemporaneamente anche Harrison, dopo aver superato alcune resistenze interne, fu finalmente scelto come candidato repubblicano al Senato, venendo eletto e insediandosi il 4 marzo 1881.
Fu un acerrimo avversario del presidente Grover Cleveland, del Partito Democratico, a causa della diversità di vedute sulla gestione amministrativa e finanziaria dei fondi pubblici, in quanto i democratici al Congresso sostenevano la necessità di ridurre il deficit di bilancio e chiedevano nuove economie, mentre i repubblicani insistevano sulla spesa sociale per il pagamento delle pensioni ai veterani di guerra e alle loro famiglie e all'incremento del finanziamento dell'istruzione pubblica.
Proprio per questo, Harrison, che nel 1887 era tornato ad Indianapolis a fare l'avvocato, fu scelto come candidato repubblicano per le elezioni presidenziali del novembre 1888, scelto dalla convention del partito contro il rivale John Sherman. Quindi, il nuovo candidato presidente iniziò una campagna elettorale incentrata sui temi economici, come il mantenimento dei dazi doganali e il riarmo navale, temi cari agli esponenti delle grandi industrie, che videro in lui il proprio rappresentante. Harrison riuscì alla fine a vincere le elezioni, ottenendo più voti dei Grandi Elettori, anche se il suo avversario Cleveland raccolse la maggioranza dei voti popolari.

### Presidente degli Stati Uniti

#### Politica interna
Da Presidente, Harrison ratificò l'entrata nell'Unione di ben quattro Stati federali, tutti nel 1889: Dakota del Nord e Dakota del Sud (2 novembre), Montana (8 novembre) e Washington (11 novembre). A questi quattro nuovi Stati annessi, se ne sarebbero aggiunti due nel 1890: Idaho (3 luglio) e Wyoming (10 luglio).
Nel corso del suo mandato, si dimostrò ben più arrendevole di Cleveland nei confronti di un Congresso che tendeva a spendere, tant'è che quello eletto nel 1888 venne ribattezzato come "il Congresso milionario": infatti deputati e senatori statunitensi accettavano qualsiasi proposta di spesa, prosciugando così le riserve risparmiate durante l'amministrazione Cleveland. L'aumento della spesa pubblica avrebbe portato il Paese ad un boom economico, seguito nel 1893, dopo la fine del mandato di Harrison, da una nuova grande depressione, causata dal cosiddetto "panico" del 1893.
La sua presidenza coincise con forti incentivi ai settori privati dell'economia, anche grazie all'approvazione, nel 1890, del McKinley Tariff Act, che stabilì un forte incremento dei dazi protettivi, mentre al contempo, il 2 luglio dello stesso anno, con lo Sherman Antitrust Act, proposto dal senatore dell'Ohio John Sherman, venivano duramente colpiti i monopoli, divenendo così illegale ogni sorta di trust o accordo mirante ad ostacolare la libertà di commercio. Sempre ad opera di Sherman fu proposto al Congresso lo Sherman Silver Purchase Act, firmato il 14 luglio, che regolava il sistema del bimetallismo del sistema monetale statunitense, fino ad allora basato sulla coesistenza di oro o di argento: la nuova legge invece favoriva la produzione di denaro basato sull'argento, di fatto generando inflazione; questo veniva incontro alle richieste di agricoltori, pesantemente indebitati e quindi beneficiari di una ripresa dell'inflazione, e delle compagnie minerarie estrattrici di argento.
Altri provvedimenti legislativi degni di nota furono: nel 1889 Harrison assegnò a circa 20 000 coloni una larga striscia di territorio situato nelle terre indiane dell'Oklahoma (circa 11 milioni di acri), aperte alla colonizzazione; nel marzo del 1891 fu revisionata la legge riguardante l'istituzione dei Parchi Nazionali, resasi necessaria per decidere cosa fare dei territori non aperti alla colonizzazione e che non interessavano alle compagnie ferroviarie e minerarie. Fu così che il presidente decise di incrementare l'estensione del Parco nazionale di Yellowstone nello Wyoming e di creare in California altri due parchi nazionali: il Parco nazionale di Sequoia e il Parco nazionale di Yosemite.
Un aspetto della sua presidenza fu la spietata politica nei confronti degli nativi americani, concretizzatasi in due episodi fondamentali: l'uccisione del capo dei Sioux Toro Seduto, morto durante un tentativo di arresto nella riserva di Standing Rock, nel Dakota del Sud, il 15 dicembre 1890, da parte della polizia della riserva, incaricata di arrestarlo per la sua adesione alla Danza degli spiriti, un movimento religioso che predicava la riscossa dei nativi contro i bianchi invasori; e il massacro di Wounded Knee, avvenuto il 29 dicembre successivo, sempre nel South Dakota, quando il 7º Reggimento di Cavalleria degli Stati Uniti attaccò una tribù Sioux, massacrando 145 persone, in maggioranza donne e bambini. Con questi episodi terminò definitivamente la resistenza degli indiani verso la colonizzazione dei loro territori da parte dei bianchi, tanto che venne dichiarata la chiusura della frontiera, aperta un secolo prima.

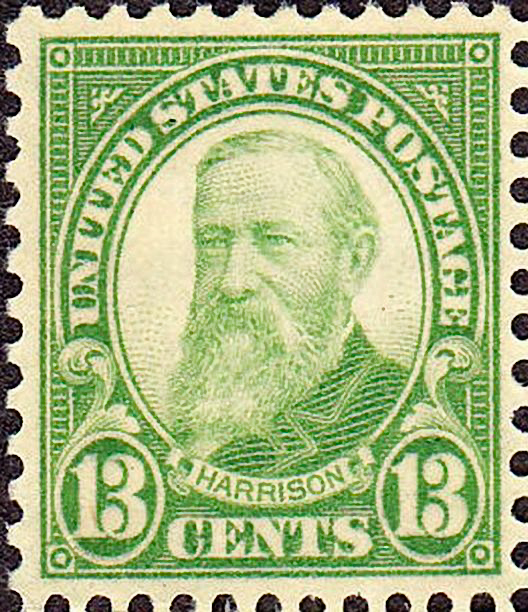
Francobollo da Tredici Centesimi raffigurante il Presidente Benjamin Harrison, 1923

Sempre sotto la sua amministrazione vide la luce, nel 1891, il Partito del Popolo, nato a Cincinnati come reazione dei piccoli contadini contro lo strapotere delle banche della grande finanza; i populisti avrebbero ottenuto un certo successo tra il 1892 e il 1896, portando loro rappresentanti al Congresso, per poi svanire completamente.
Infine, Harrison non si mostrò, come i suoi predecessori, in alcun modo conciliante verso i movimenti sindacali dei lavoratori: fu evidente nel 1892, quando scoppiò lo sciopero dei lavoratori delle industrie dell'acciaio, subito represso dagli agenti Pinkerton e dalle truppe federali, in un crescendo di tensioni e gravi incidenti.

#### Politica estera
La politica estera della presidenza Harrison fu incentrata sul raggiungimento per gli Stati Uniti di un ruolo di grande potenza militare e commerciale, una visione rafforzata dai suoi successori. In questa ottica si deve collocare la convocazione della prima conferenza panamericana, tenutasi a Washington dal 20 gennaio al 27 aprile 1889, alla quale parteciparono i rappresentanti di tutti gli Stati indipendenti del continente americano, e dove gli Stati Uniti cominciarono a dar corpo ad una politica egemonica verso l'America Latina, con pressanti ingerenze negli affari interni degli Stati sudamericani.
Nello stesso anno Stati Uniti, Regno Unito e Germania, con un trattato tripartito stabilirono un protettorato congiunto sulle Isole Samoa: era la prima volta che il governo statunitense adottava questo tipo di misura, che creò il loro primo avamposto nel cuore dell'Oceano Pacifico.
La prima vertenza internazionale nella quale gli Stati Uniti furono coinvolti fu con la Gran Bretagna, a causa dei diritti di pesca lungo le coste dell'Alaska, contestati dal Canada che rivendicava tale prerogativa lungo le Isole Aleutine, appartenenti all'Alaska e quindi territorio statunitense. In risposta a queste provocazioni, la Marina degli Stati Uniti per ritorsione sequestrò diverse imbarcazioni da pesca canadesi. Le trattative iniziarono nel 1891, e portarono ad un compromesso tra i due Paesi sui diritti di pesca, con un indennizzo che il governo britannico pagò nel 1898.
L'ultima vicenda internazionale nella quale Harrison rimase coinvolto fu l'annessione delle isole Hawaii, nel gennaio 1893, quando era formalmente in carica ma era già stato battuto alle elezioni dal rivale Cleveland, al quale toccò questa questione diplomatica. Infatti, a causa delle tendenze autoritarie della regina Liliuokalani delle Hawaii, alcuni americani ed europei residenti nell'arcipelago provocarono gravi incidenti, asserendo che la regina, con il tentativo di abolire la costituzione, avesse attentato alle libertà civili e dovesse abdicare. Dietro a queste proteste si celavano anche enormi interessi economici che gli stranieri residenti detenevano nelle Hawaii, in quanto il Governo degli Stati Uniti decise di bloccare i dazi agevolati per lo zucchero hawaiano; qualcuno parlò anche di annettere l'arcipelago agli Stati Uniti. Il console John Leavitt Stevens, per proteggere gli interessi statunitensi, dispose l'invio alle Hawaii di una nave da guerra, la USS Boston, che stazionò nelle acque circostanti e costrinse Liliuokalani ad abdicare il 17 gennaio 1893. Si formò un governo provvisorio che chiese l'annessione agli USA, ma il Congresso respinse l'offerta, tanto che si pensò di restituire il trono alla regina; si cambiò idea quando questa chiese condizioni troppo dure per ri-occupare il suo posto. Il 4 luglio 1894 si formò la Repubblica delle Hawaii, che nel 1898 fu annessa agli Stati Uniti.

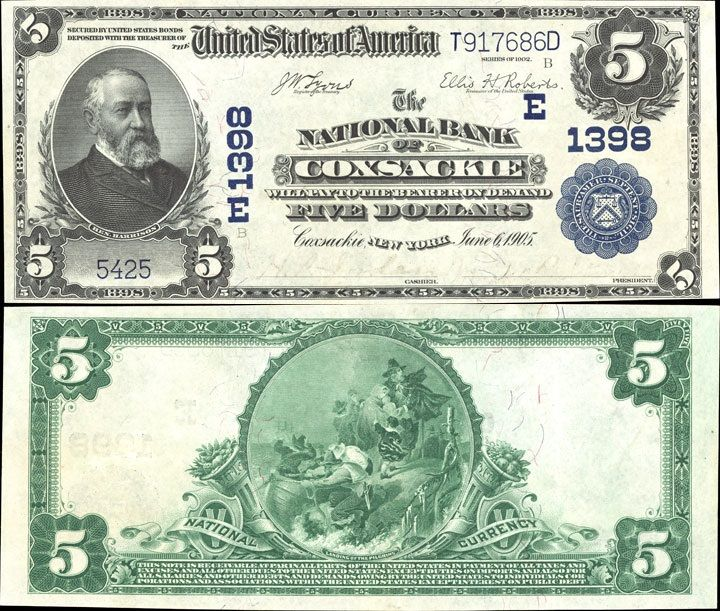
Banconota da Cinque Dollari Centesimi raffigurante il Presidente Benjamin Harrison, 1914

### Ultimi anni
Nelle elezioni presidenziali del novembre 1892, Harrison si trovò a sfidare di nuovo Grover Cleveland, ma questa volta perse. A fine mandato Harrison si ritirò a vita privata a Indianapolis, nell'Indiana, e il 6 aprile 1896 sposò a New York in seconde nozze la vedova Mary Scott Lord Dimmick, nipote ed ex segretaria della prima moglie Caroline, morta di tubercolosi il 25 ottobre 1892, durante il mandato presidenziale del marito. La coppia ebbe una figlia, Elizabeth (1897-1955), mentre gli altri figli di Harrison, disapprovando la scelta del padre di risposarsi, non presenziarono al matrimonio.
In seguito Harrison si diede alla carriera diplomatica: partecipò infatti alla Prima Conferenza di Pace tenutasi all'Aia nel 1899, mentre nel 1900 prestò la sua attività diplomatica al servizio della Repubblica del Venezuela in merito alle sue dispute territoriali scoppiate con la Gran Bretagna nello stesso anno.
L'ex-presidente morì per un'influenza, che causò una polmonite, il 13 marzo 1901, nella sua casa di Indianapolis. Venne sepolto presso il Crown Hill Cemetery di Indianapolis.

### Cultura di massa
Sebbene meno noto rispetto ad altri presidenti statunitensi, Benjamin Harrison ha ispirato in parte il personaggio di Funny Valentine, antagonista principale della settima parte del manga giapponese JoJo's Bizarre Adventure: Steel Ball Run, scritto e illustrato da Hirohiko Araki. Funny Valentine è il 23º presidente immaginario degli Stati Uniti, la stessa posizione occupata nella realtà da Harrison, e condivide con lui una forte enfasi sul patriottismo e sulla centralità della nazione americana. Sebbene non vi siano dichiarazioni ufficiali dell'autore che confermino un legame diretto, alcuni fan e critici hanno notato che la numerazione presidenziale e l'ambientazione storica suggeriscono un richiamo simbolico a Harrison, rielaborato in chiave narrativa e stilistica all'interno dell'opera.